# Garret Siler
Garret Andrew Siler (Augusta, 25 ottobre 1986) è un ex cestista statunitense.